# Сеник, Дмитрий Юрьевич
Дмитрий Юрьевич Сеник (укр. Дмитро Юрійович Сенік; род. 18 августа 1981, Киев) — украинский дипломат. Чрезвычайный и полномочный посол Украины в Сингапуре (2015—2020). Заместитель министра иностранных дел Украины по вопросам цифрового развития, цифровых трансформаций и цифровизации (2020—2022). Чрезвычайный и полномочный посол Украины в Объединённых Арабских Эмиратах и в Королевстве Бахрейн по совместительству (2022—2025). Постоянный представитель Украины при Международном агентстве по возобновляемым источникам энергии (IRENA) по совместительству (23 сентября 2022 — 21 июля 2025).

## Биография
Родился 18 августа 1981 года в Киеве. Окончил Киевский экономический институт менеджмента и средиземноморскую академию дипломатических наук Мальтийского университета. В 2019 году окончил Наньянский технологический университет со степенью магистра государственного управления. Свободно владеет английским языком.
На дипломатической службе с 2003 года, за рубежом работал в политическом отделе Посольства Украины в США.
Директор департамента секретариата министра иностранных дел Украины.
Член делегации Украины на конференции 2015 года по рассмотрению действия Договора о нераспространении ядерного оружия.
С 28 ноября 2015 по 22 июня 2020 года — чрезвычайный и полномочный посол Украины в Сингапуре.
С 18 июня 2016 по 22 июня 2020 года — чрезвычайный и полномочный посол Украины в Бруней-Даруссалами по совместительству.
С 1 ноября 2018 по 22 июня 2020 года — чрезвычайный и полномочный посол Украины в Новой Зеландии по совместительству.
С 22 июля 2020 по 28 июня 2022 года — заместитель министра иностранных дел Украины по вопросам цифрового развития, цифровых трансформаций и цифровизации (CDTO).
С 4 мая 2022 по 21 июля 2025 года — чрезвычайный и полномочный посол Украины в Объединённых Арабских Эмиратах.
С 23 декабря 2022 по 21 июля 2025 года — чрезвычайный и полномочный посол Украины в Королевстве Бахрейн по совместительству.

## Дипломатический ранг
- Чрезвычайный и полномочный посланник 2-го класса (22 декабря 2014)[15].